# 法律暨文化學會
法律暨文化學會（The Association of Juridical & Cultural，簡稱：AJC），於二零零一年七月十一日在澳門設立之非牟利學術組織，該會主要從事法學研究及推廣法律知識活動，於二零零四年經召開年度大會會議後，已於二零零五年一月一日易名為「法律及社會事務學會」。